# Pyrohoschtscha-Kirche
Koordinaten: 50° 27′ 48″ N, 30° 31′ 0″ O

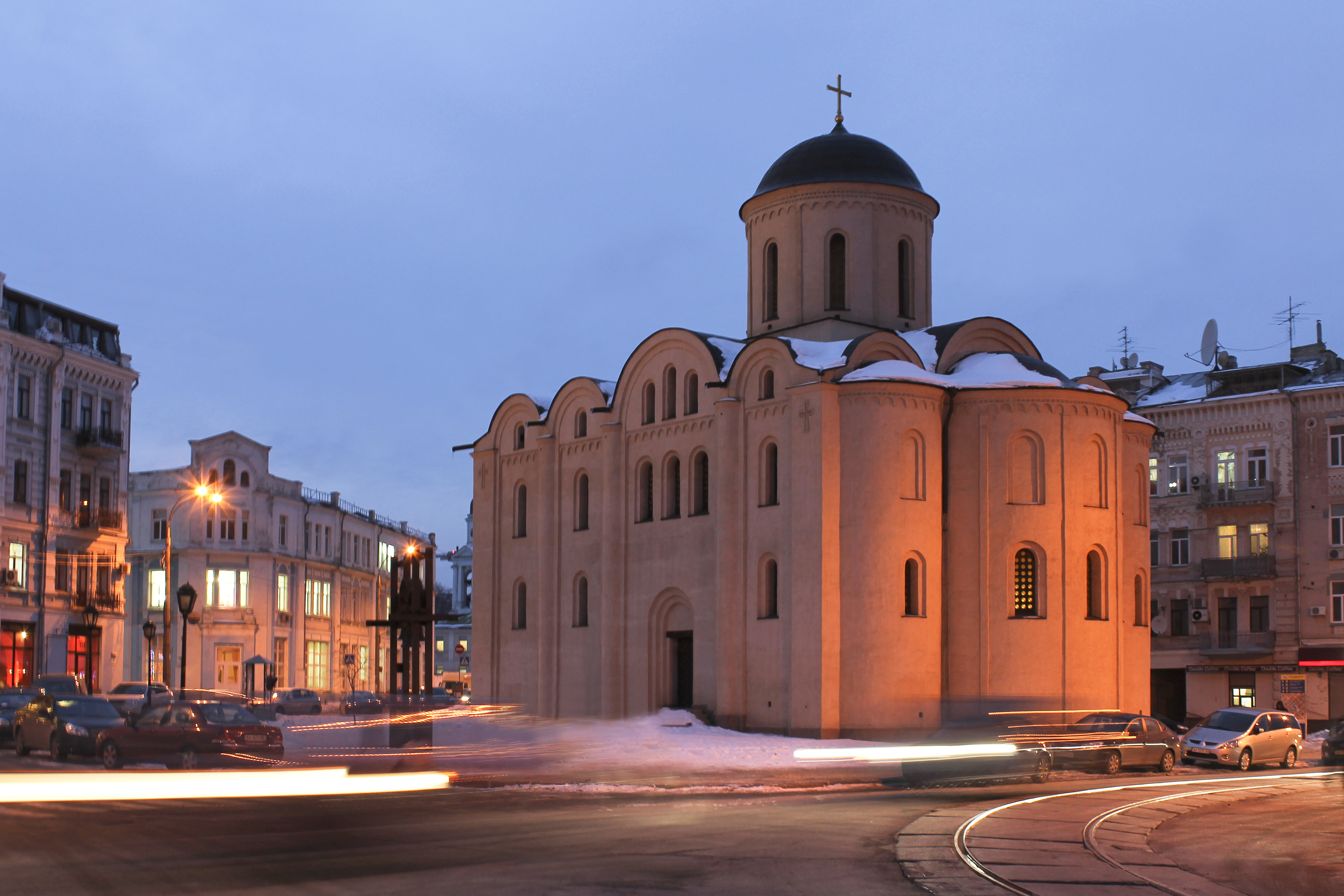
Die Pyrohoschtscha-Gottesmutter-Kirche in Podil

Die Pyrohoschtscha-Kirche (ukrainisch Церква Богородиці Пирогощої / Zerkwa Bohorodyzi Pyrohoschtschoji) ist ein orthodoxes Kirchengebäude der Ukrainisch-Orthodoxen Kirche des Kiewer Patriarchats in der ukrainischen Hauptstadt Kiew.
Die dreischiffige Kirche ist ein Architekturdenkmal von nationaler Bedeutung und liegt am Kontraktowa-Platz westlich des Hostynyj Dwir im historischen Stadtteil Podil. Die Pyrohoschtscha-Kirche verdankt ihren Namen einer ehemals in der Kirche bewahrten byzantinischen Ikone, die nach dem griechischen Wort „pirgotis“ (Turm) benannt war.

## Geschichte

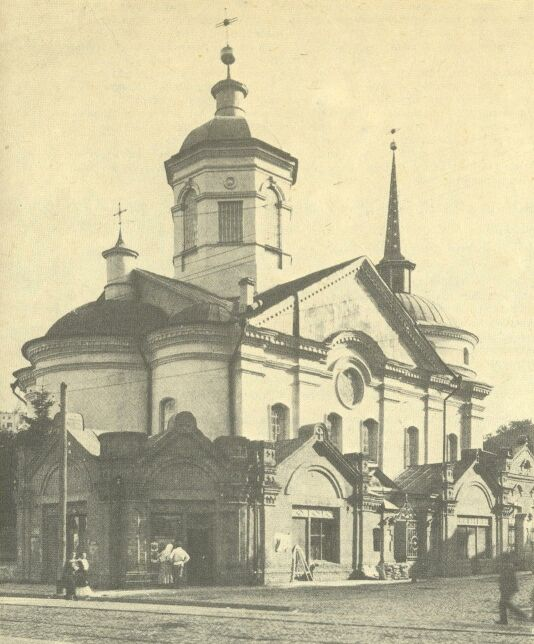
Die Kirche im frühen 20. Jahrhundert

### Mittelalter
Die Vorgängerkirche war nach ihrer Errichtung in den Jahren 1131 bis 1136 die Hauptkirche des Kiewer Possad (Vorstadt) Podil. 1240 wurde sie im Zuge der mongolischen Invasion der Rus zerstört. Nach Wiederaufbau im 15. Jahrhundert wurde sie am 30. März 1474 erneut geweiht, aber bereits 1482 von den Tataren unter Meñli I. Giray erneut beschädigt und geplündert.

### Neuzeit
Der italienischen Architekt Sebastiano Brachi rekonstruierte die Kirche zwischen 1613 und 1614. In der ersten Hälfte des 17. Jahrhunderts war sie die Metropolitenkirche der Orthodoxen. Weitere Brände in den Jahren 1651 und 1718 führten zu erneuten Renovierungsarbeiten. In den Jahren 1752 bis 1772 wurde die Kirche im Stil des ukrainischen Barocks umgebaut und 1770 nach Plänen des Architekten Iwan Grigorowitsch-Barski ein fünfstöckiger Glockenturm errichtet. Ein kleinerer Brand im Jahr 1808 und der Großbrand in Podil von 1811 führten zu Umbauarbeiten mit klassizistischen Elementen durch den in Kiew ansässigen Architekten Andrei Melenski.
Der Glockenturm wurde im Jahre 1835 im Empire-Stil umgebaut.

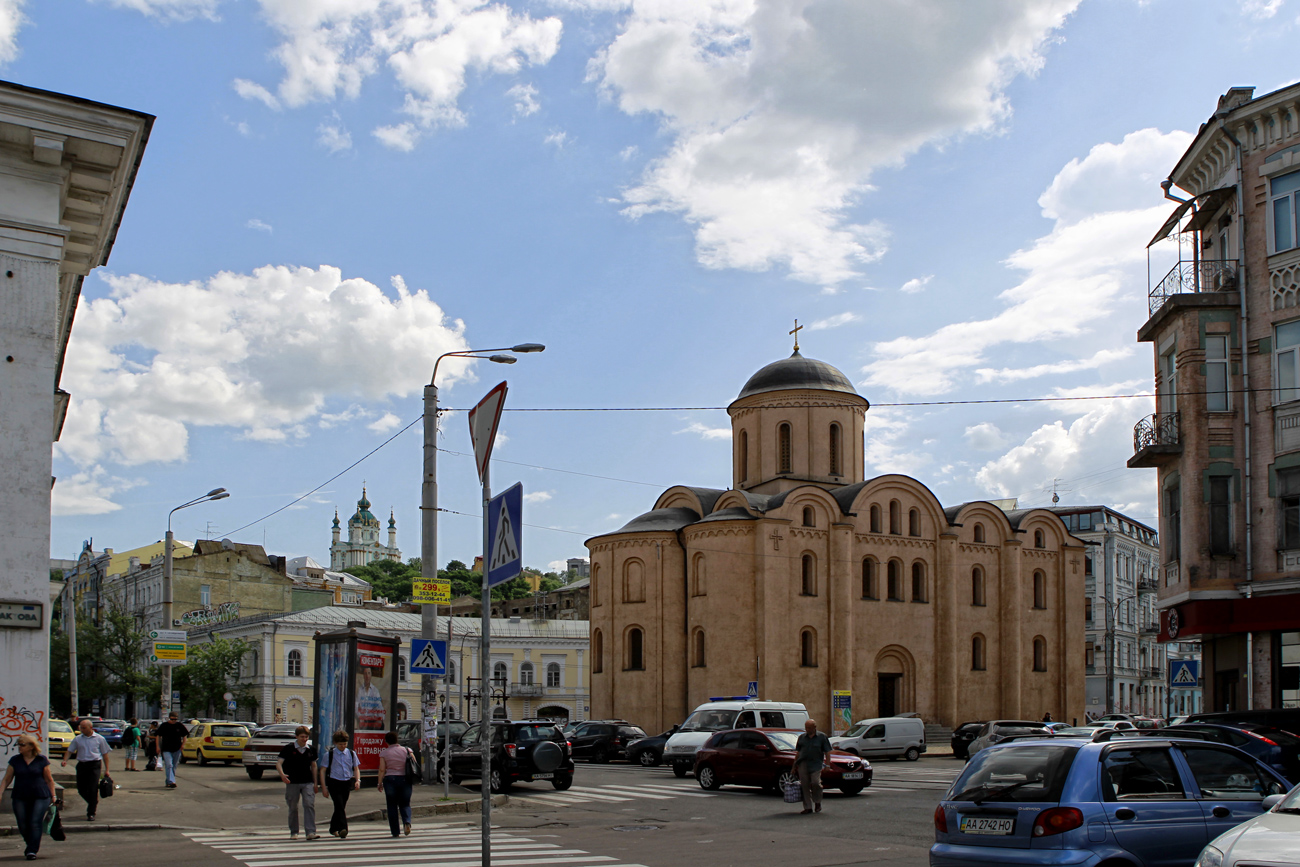
Die Pyrohoschtscha-Kirche mit der St.-Andreas-Kirche im Hintergrund

### 20. Jahrhundert
1935 wurde die Kirche durch die Bolschewiken abgerissen und, nach archäologischen Grabungen ab Mitte der 1970er Jahre, von 1997 bis 1998 nach den Beschreibungen der Kirche aus dem 12. Jahrhundert im byzantinischen Stil wieder errichtet.